# Strevi
Strevi (piemontiul: Strev, helyi nyelvjárásban: Streiv) település Olaszországban, Piemont régióban, Alessandria megyében. Lakosainak száma 1928 fő (2023. január 1.). Strevi Acqui Terme, Cassine, Morsasco, Orsara Bormida, Ricaldone, Rivalta Bormida és Visone községekkel határos.

## Népesség
A település lakossága az elmúlt években az alábbi módon változott:
| Lakosok száma | 2045 | 1971 | 1946 | 1928 |
|               | 2008 | 2017 | 2018 | 2023 |